# Lynchningarna i Duluth 1920

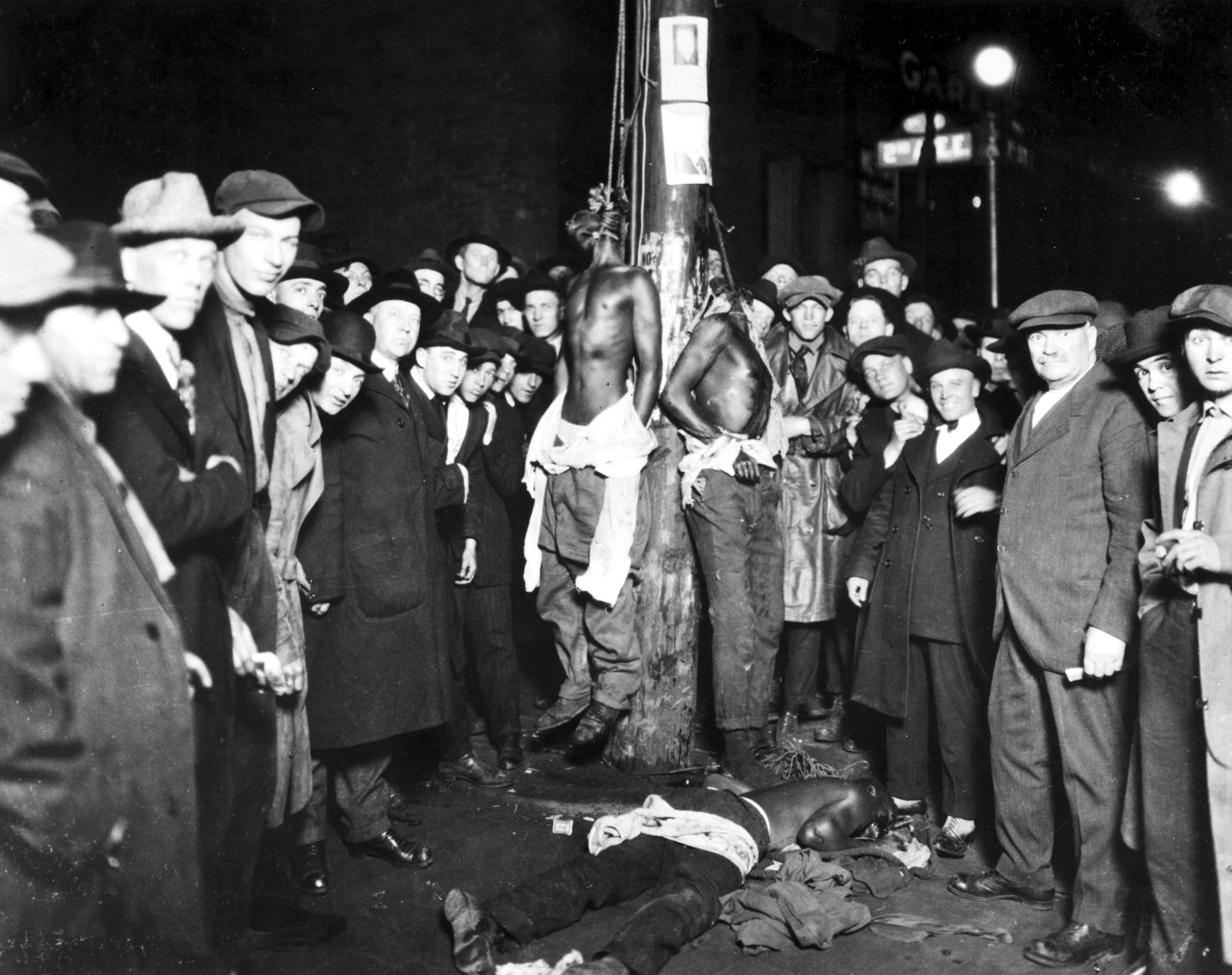
Ett makabert vykort föreställande lynchningarna i Duluth.

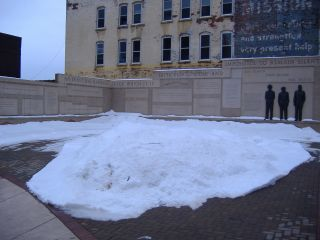
Monument till minne av de lynchade.

Lynchningarna i Duluth 1920 inträffade den 15 juni det året då tre svarta cirkusarbetare attackerades av en mobb i Duluth, Minnesota, USA, och mördades genom lynchning. 2003 höll staden en minneshögtid för att hedra minnet av de tre offren.

## I populärkulturen
Den första versen i Bob Dylans sång "Desolation Row", där den första raden lyder: They're selling postcards of the hanging, handlar om lynchningarna i Duluth. Bob Dylan växte upp i Duluth.